# Nouvelle République (Roumanie)
Pour les articles homonymes, voir Nouvelle République.
Nouvelle République (en roumain : Noua Republică) est un parti politique roumain. Il a été créé en octobre 2011, par un mouvement populaire inspiré par le lancement d'un manifeste sur différents blogs et plates-formes de centre droit. Le président du parti est Mihail Neamțu, un intellectuel qui est entré en politique. Le premier vice-président de la Nouvelle République est Valeriu Todirascu, un économiste et homme d'affaires, qui est devenu sénateur. Le parti se situe au centre droit du spectre politique roumain, le parti prône aussi le libéralisme, le conservatisme, la démocratie chrétienne et l'euroscepticisme.

## Présidents
- Mihail Neamțu (23 juin 2012 - 16 mars 2015[3])
- George Mioc (depuis le 17 mars 2015[4])